# Neville Staple

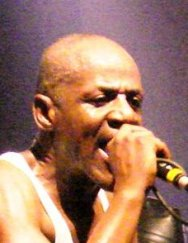
Neville Staple

Neville Eugenton Staple (Manchester, Jamaica), 11 april 1955) is een Brits-Jamaicaans zanger, percussionist en dj. Hij is een voormalig lid van skaband The Specials.

## Biografie

### Jeugd
Staple kwam op vijfjarige leeftijd naar Engeland waar hij opgroeide in Rugby (Warwickshire) en Coventry. Hij dreigde een probleemjongere te worden, maar muziek bracht de redding. Staple belandde in de door soundsystems gedomineerde reggaescene; als dj, als praatzingende toaster, als danser en als bezoeker van de Locarno; Pete Waterman, de latere popproducer, had hier een vaste draaiavond en zou korte tijd als manager van de Specials optreden.

### The Specials
In 1977 ging Staple als roadie werken voor The Coventry Automatics, zoals de Specials zich aanvankelijk noemde; tijdens een tournee met The Clash deed hij spontaan mee en werd hij bevorderd tot tweede zanger naast Terry Hall. Voor nummers als Stupid Marriage verzon Staple het personage Judge Roughneck, de rechter die de door Hall gespeelde rudeboy-met-liefdesverdriet tot een zware straf veroordeelt. Plannen voor een duet met collega Chas Smash van Madness (begonnen als enthousiaste fan) vonden echter geen doorgang wegens uiteenlopende toerschema's. Tijdens de opnamen voor het experimentele tweede album (More Specials) wilde Staple een grotere rol, maar zag diverse nummers afgekeurd worden omdat toetsenist/oprichter Jerry Dammers ze te experimenteel vond. Ook Hall en gitarist/zanger Lynval Golding worstelden met dat probleem, en al snel kregen ze de bijnaam Fun Boy Three opgeplakt.

### Fun Boy Three
Medio 1981, toen Ghost Town een #1-hit werd kondigden de Funboys hun vertrek aan waardoor het einde van de Specials in zicht kwam. Ze namen manager Rick Rogers mee waardoor ze ook op eigen kracht hits wisten te scoren. Maar in 1983 herhaalde de geschiedenis zich, want net als de Specials ging ook Fun Boy Three ten onder aan verslechterde communicatie.
In 1984 brachten Staple en Golding met Selecter-zangeres Pauline Black de single Pirates on the Airwaves uit; het werd uitgebracht onder de naam Sunday Best, maar werd geen commercieel succes. De resterende Funboys wilden een duo-album maken, maar hadden niet genoeg geld. De rest van de jaren 80 was Staple actief als manager.

### Special Beat/Specials 2
In 1990 dook Staple weer op in Special Beat waarin hij de frontlinie vormde met Ranking Roger (The Beat) en Anthony Flynn van ska-band The Loafers. Drie jaar lang toerden ze de wereld rond met hits van de Specials, de Beat en nieuw materiaal. Via een cd met Desmond Dekker (uitgebracht in 1994) maakten Staple, Golding, bassist Horace Panter en gitarist Roddy Radiation een doorstart als de Specials 2. Ze brachten twee albums uit (Today's Specials uit 1996 met covers, en Guilty 'til Proved Innocent! uit 1998 met nieuwe nummers) en toerden voornamelijk door Amerika waar de derde skagolf was uitgebroken; Staple (Los Angeles) en Golding (Seattle) gingen er zelfs wonen.

### Solocarrière en reünie originele Specials
Nadat de Specials 2 uiteenvielen ging Staple verder als solo-artiest; hij nam Up The Skies op voor het tribute-album Searching For Jimi Hendrix en ging samenwerken met Amerikaanse ska(-core)bands als No Doubt, Rancid en Unwritten Law. In 2000 verscheen de verzamelaar The Very Best Of The Specials and Fun Boy Three met nieuwe versies van de nummers uit zijn live-repertoire.
In 2004, het jaar waarin het in onbruik geraakte 2-Tone-label 25 werd, keerde Staple terug naar Engeland; hij lanceerde een kledinglijn en een platenlabel waarop zijn eerste officiële solo-cd The Rude Boy Returns verscheen. Ex-Clash-gitarist Mick Jones en Damned-drummer Rat Scabies verleenden hun medewerking, Staple richtte een nieuwe begeleidingsband op met voornamelijk leden van Bad Manners waarmee hij vooral op tournee ging door Europa (o.a. concerten in de Melkweg, Amsterdam en P60, Amstelveen), Japan en Australië/Nieuw-Zeeland.
In april 2009 presenteerde Staple zijn biografie Original Rude Boy en ging hij weer optreden met de originele Specials (zonder Dammers).
Begin 2011 deed Staple mee aan het Reggae Brittania-concert waar diverse grootheden uit de Britse ska- en reggaescene hun opwachting maakten; samen met Pauline Black vertegenwoordigde hij het 2-Tone-tijdperk.
In december 2011 werd Staple in Kopenhagen door een beroerte getroffen, waarna twee longontstekingen volgden; Staple moest uiteindelijk dertig optredens afzeggen waaronder de Specials-concerten op Pinkpop en in Hyde Park (voorprogramma van Blur).
Nadat hij in 2013 de Specials had verlaten werkte Staple aan zijn tweede soloalbum, Ska Crazy dat in 2014 uitkwam. Voor zijn vrouw, manager en medebandlid Christine produceerde hij het album Rudegirl Sounds dat in 2015 uitkwam. Beiden waren datzelfde jaar te zien in de skafilm Beverley die zich afspeelt in 1980.
Daarna ging Staple weer allerlei samenwerkingsverbanden aan, onder meer met de Amerikaanse band Save Ferris. In 2017 verscheen zijn derde soloalbum The Return Of Judge Rougneck waarop hij zijn alter ego nieuw leven inblies en in muzikaal opzicht zowel terugblikte als vooruitkeek. De samenwerking met Christine kreeg in 2018 een vervolg op Rude Rebels; op dit album werkte Staple na vijf jaar weer samen met Roddy Radiation die eveneens de Specials had verlaten.
In 2019 was het veertig jaar geleden dat Staple zijn platendebuut maakte bij het tegelijkertijd opgerichte 2-Tone; hij vierde dat met een tournee waarbij Roddy Radiation het voorprogramma verzorgde met diens eigen band The Skabilly Rebels. Neol Davies, Jerry Dammers en Bad Manners-frontman Buster Bloodvessel verzorgden gastoptredens.
In 2021 verscheen het album From The Specials & Beyond.
In januari 2024 werd bekendgemaakt dat Staple met een hartdefect kampt en op doktersadvies al zijn geplande concerten heeft afgezegd. In oktober 2024 kondigde hij zijn enige vijf optredens voor 2025 aan.

## Privé
Staple heeft twee kinderen die ook in de muziek terecht zijn gekomen. Dochter Sheena, die al vanaf midden jaren 90 met haar vader samenwerkt, heeft tijdens haar verblijf in Amerika een solo-album opgenomen. Zoon Darren Simms bleef in Amerika wonen en begon er een carrière als reggaezanger (onder andere in de band DreadStarr), fotomodel en motorbiker. Kleinzoon Fidel kwam in september 2018 bij een schietpartij in Coventry om het leven.
- International Standard Name Identifier: 0000 0000 5086 107X
- Library of Congress Control Number: no2008123834
- MusicBrainz: 59e4e566-a607-46ea-8522-715d3cb378e3
- Virtual International Authority File: 21962548
- WorldCat: E39PBJppDjCJmcmpJrXvfwTPwC